# Saint-Léonard-de-Noblat
Saint-Léonard-de-Noblat är en kommun i departementet Haute-Vienne i regionen Nouvelle-Aquitaine i västra Frankrike. Kommunen ligger i kantonen Saint-Léonard-de-Noblat som tillhör arrondissementet Limoges. År 2022 hade Saint-Léonard-de-Noblat 4 319 invånare.

## Befolkningsutveckling
Antalet invånare i kommunen Saint-Léonard-de-Noblat
| Referens: INSEE |